# Hildegard Hamm-Brücher

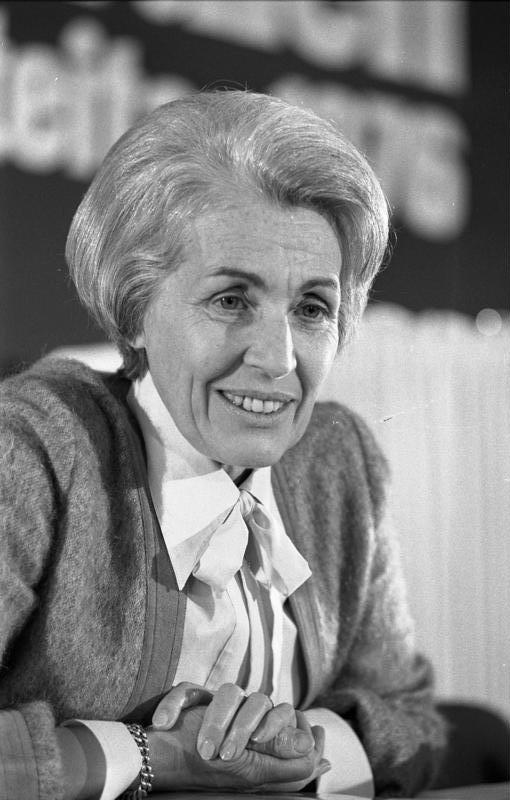
Hildegard Hamm-Brücher (1976)

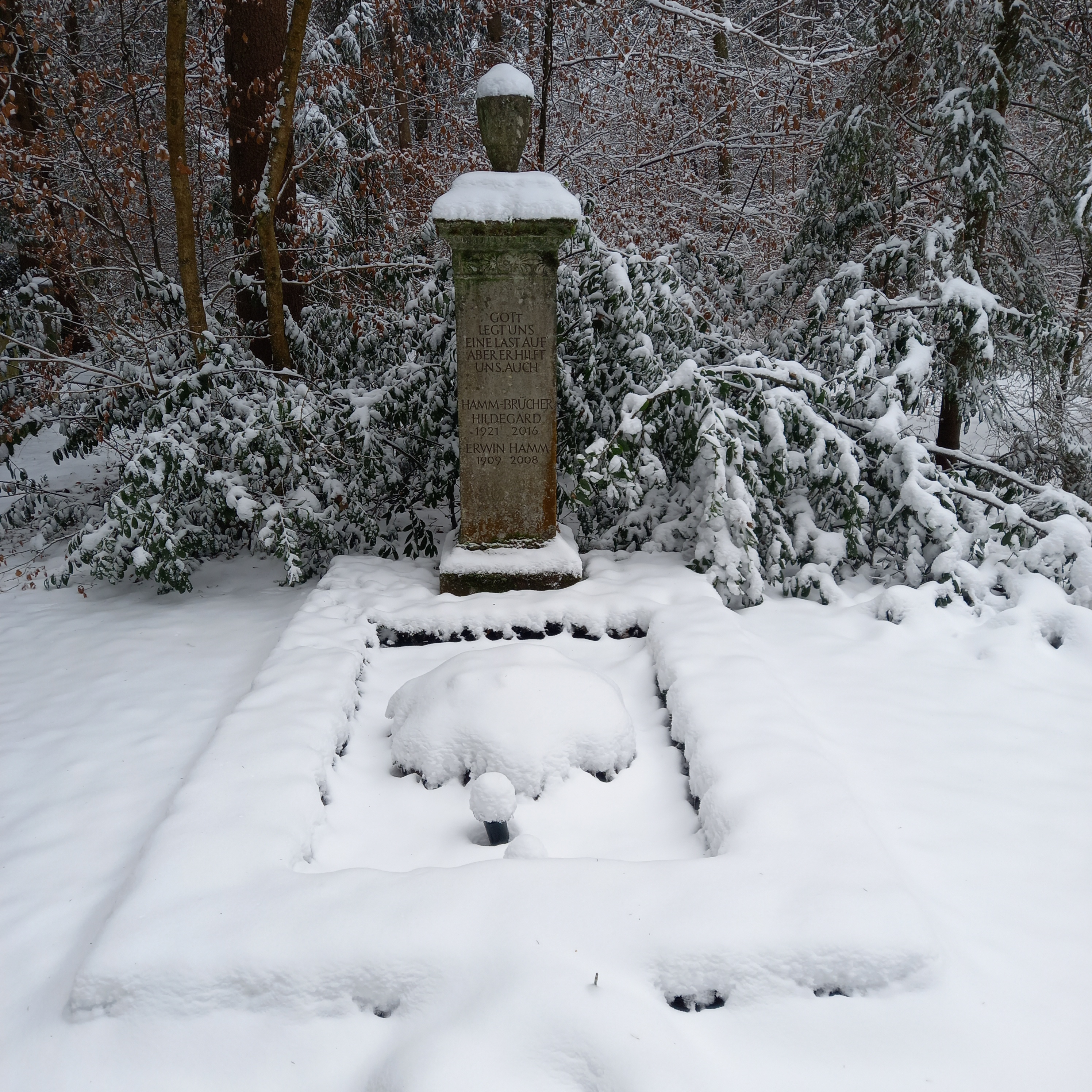
Das Grab von Hildegard Hamm-Brücher und ihrem Ehemann Erwin Hamm auf dem Waldfriedhof (München)

Hildegard Hamm-Brücher, geb. Brücher (* 11. Mai 1921 in Essen; † 7. Dezember 2016 in München), war eine deutsche Politikerin. Bis 2002 war sie Mitglied der FDP. Von 1976 bis 1982 war sie Staatsministerin im Auswärtigen Amt. 1994 kandidierte sie für das Bundespräsidentenamt.

## Leben

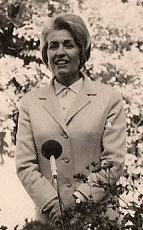
Hildegard Hamm-Brücher (um 1969)

### Kindheit und Schulzeit
Hildegard Brücher wuchs mit vier Geschwistern in Berlin-Dahlem auf, ein Bruder war der spätere Verleger Ernst Brücher. Nach dem frühen Verlust der Eltern – der Vater Paul Brücher, Jurist, verstarb 1931 und die Mutter Lilly, geborene Pick, 1932 – zog sie mit den Geschwistern zur Großmutter nach Dresden.
In der Osterzeit 1933 wurde sie in die Quarta des Dresdner Mädchengymnasiums eingeschult. In der Zeit des Nationalsozialismus lebte sie von 1937 an ein Jahr lang im Internat Salem, musste es dann aber verlassen, da ihre Großmutter Jüdin war. Ihre Schulausbildung konnte sie am Mädchengymnasium Friedrich-Luisen-Schule in Konstanz fortsetzen, wo sie 1939 das Abitur bestand.

### Studium und Beruf
Während des Zweiten Weltkriegs studierte sie in München Chemie. In dieser Zeit machte sie persönliche Bekanntschaft mit Mitgliedern der Weißen Rose. Zwar wusste sie nichts von deren Engagement im Untergrund, war aber nach eigener Aussage mit ihnen durch eine gemeinsame Geisteshaltung verbunden. 1945 wurde sie mit der Arbeit Untersuchungen an den Hefemutterlaugen der technischen Ergosterin-Gewinnung zum Dr. rer. nat. promoviert. Ihr Doktorvater, der sie auch vor der Verfolgung durch die Gestapo schützte, war Heinrich Wieland.
Nach dem Ende des Krieges wurde sie 1945 Wissenschaftsredakteurin bei der Neuen Zeitung, da laut Kontrollratsgesetz chemische Grundlagenforschung verboten war. 1946 lernte sie Jella Lepman kennen, deren wichtige Wegbegleiterin und Unterstützerin sie wurde. Hamm-Brücher gehörte zu den Gründungsmitgliedern der Internationalen Jugendbibliothek. Von 1949 bis 1950 erhielt sie ein Stipendium der Politischen Wissenschaften an der Harvard-Universität.

### Partei

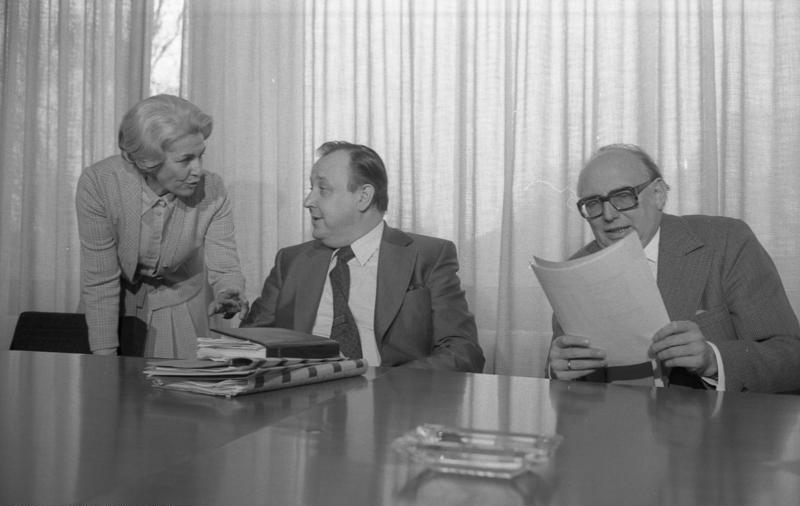
Hamm-Brücher im FDP-Bundesvorstand mit Hans-Dietrich Genscher und Wolfgang Mischnick (März 1974)

Hildegard Hamm-Brücher wurde über ihre Kandidatur im Mai 1948 für den Münchner Stadtrat auf die Liste der FDP Bayern gewählt. Hier war es Theodor Heuss mit seinen Ansichten und Warnungen zum Aufbau und zum Erhalt der Demokratie, der Verfassung usw., der sie in die Politik brachte.
Hamm-Brücher wurde 1963 in den FDP-Bundesvorstand gewählt und war von 1972 bis 1976 stellvertretende Bundesvorsitzende ihrer Partei. Von 1985 bis 1991 war sie erneut Bundesvorstandsmitglied.
Am 22. September 2002 trat sie nach 54 Jahren Mitgliedschaft aus der FDP aus und begründete dies mit der „Annäherung der FDP an die antiisraelischen und einseitig propalästinensischen Positionen des Herrn Möllemann“ im Verlauf des Projekts 18.
Unterlagen über ihre Tätigkeit für die FDP liegen im Archiv des Liberalismus der Friedrich-Naumann-Stiftung für die Freiheit in Gummersbach.

### Abgeordnete

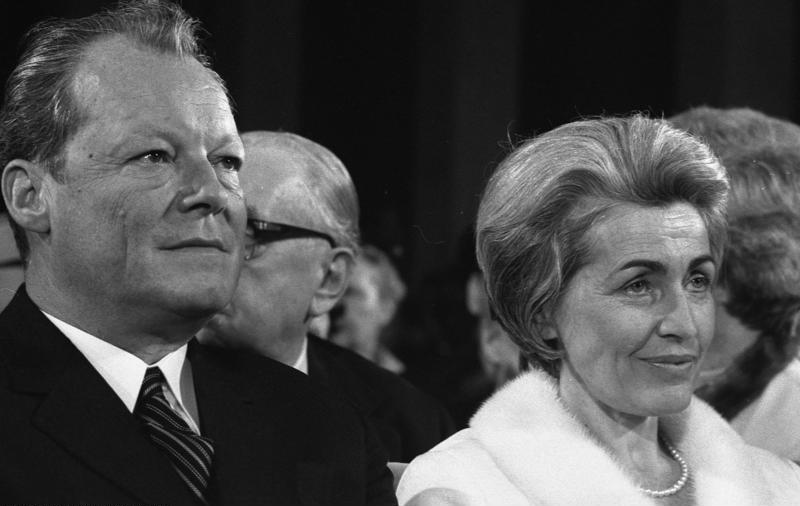
Hamm-Brücher neben Bundeskanzler Willy Brandt (1970)

Hamm-Brücher gehörte von 1948 bis 1954 dem Stadtrat von München an. Von 1950 bis 1966 sowie von 1970 bis 1976 war sie Mitglied des Bayerischen Landtags. Bei der bayerischen Landtagswahl 1962 hatte man sie, „die den Funktionären oft zu klug und zu aufrichtig und manchen ‚zu weit links‘ war, zur Strafe auf den hoffnungslosen Platz 17 der oberbayerischen Liste verbannt“. Durch die in Bayern mögliche Vergabe von Stimmen an einzelne Kandidaten kam sie jedoch auf Platz 1. So zog sie, von den Medien stark beachtet, zum dritten Mal in den Landtag ein. Von 1950 bis 1966 vertrat sie den Wahlkreis Oberbayern, von 1970 bis 1976 den Wahlkreis Mittelfranken. Von 1972 bis zu ihrem Ausscheiden aus dem Landtag war sie Vorsitzende der FDP-Fraktion, zudem ab Mai 1975 Mitglied des Ältestenrats.
Von 1976 bis 1990 war sie Mitglied des Deutschen Bundestages. Sie wurde jeweils über die Landesliste der FDP Bayern gewählt. Große Beachtung fand hier ihre Rede vom 1. Oktober 1982 anlässlich des Misstrauensvotums gegen Bundeskanzler Helmut Schmidt, in der sie sich gegen eine Wahl von Helmut Kohl zum Bundeskanzler und stattdessen für Neuwahlen aussprach. Hamm-Brücher kritisierte am Misstrauensvotum, dass dieses „zwar neue Mehrheiten, aber kein neues Vertrauen in diese Mehrheiten“ schaffe; ein „Machtwechsel ohne vorheriges Wählervotum“ habe das „Odium des verletzten demokratischen Anstands“. Hamm-Brücher sagte: „Ich finde, dass beide dies nicht verdient haben, Helmut Schmidt, ohne Wählervotum gestürzt zu werden, und Sie, Helmut Kohl, ohne Wählervotum zur Kanzlerschaft zu gelangen.“ Der CDU-Generalsekretär Heiner Geißler warf ihr daraufhin einen „Anschlag auf unsere Verfassung“ vor.
Als am 4. Mai 1984, ein halbes Jahr nachdem Eberhard von Brauchitsch und Otto Graf Lambsdorff wegen Steuerhinterziehung angeklagt worden waren, die FDP sich für eine Amnestie für Spender, Spendenvermittler und Spendenempfänger starkmachte, enthielt sie sich – zusammen mit Gerhart Baum und Burkhard Hirsch – der Stimme.

### Öffentliche Ämter

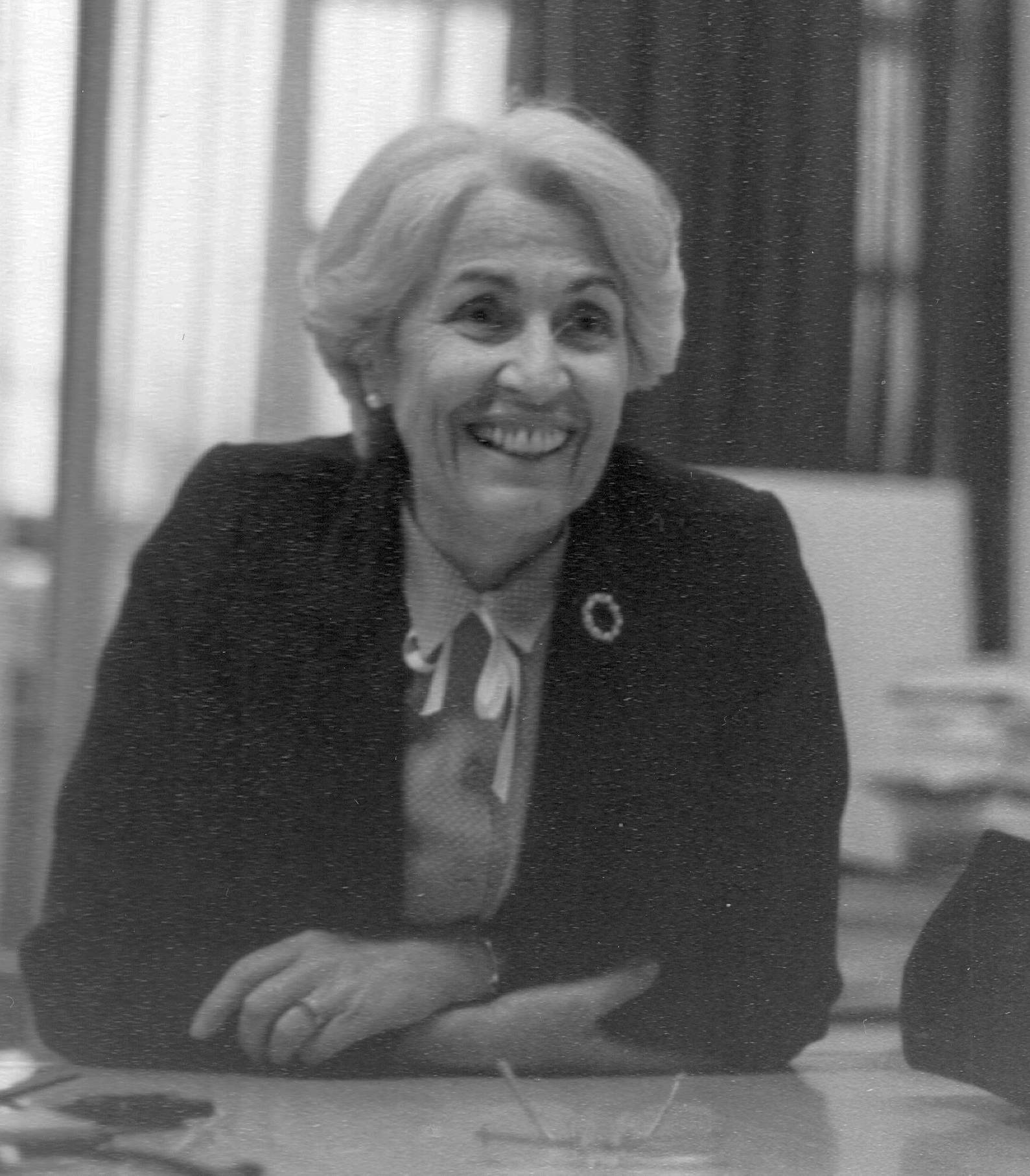
Hildegard Hamm-Brücher (1982)

1967 wurde sie als Staatssekretärin in das von Ernst Schütte geleitete Kultusministerium des Landes Hessen berufen. Sie war damit die erste Frau in Hessen, die dieses Amt bekleidete. Am 22. Oktober 1969 wechselte sie als Staatssekretärin in das Bundesministerium für Bildung und Wissenschaft, das nach der Bundestagswahl 1969 in der ersten sozialliberalen Koalition unter Bundeskanzler Willy Brandt vom parteilosen Hans Leussink geleitet wurde. Dieses Amt hatte sie bis zum 31. Mai 1972 inne.
Am 16. Dezember 1976, nach der Bundestagswahl 1976, wurde sie als Staatsministerin in das von Hans-Dietrich Genscher geleitete Auswärtige Amt berufen. Als solche war sie Mitglied der Regierung Schmidt II. Nach der Weltkonferenz über Kulturpolitik in Mexiko-Stadt im Juli / August 1982, an der sie als Delegationsleiterin Deutschlands teilnahm, regte sie einen Wandel der deutschen Restitutionspolitik an, welcher jedoch nicht umgesetzt werden konnte, da sie durch den Bruch der sozialliberalen Koalition am 17. September 1982 (kurz vor dem Ende der Regierung Schmidt III) aus der Bundesregierung ausschied.

### Bundespräsidentenwahlen
Bei der Bundespräsidentenwahl 1994 war sie die Kandidatin der FDP für das Amt des Bundespräsidenten. Die FDP versuchte, sich mit der Nominierung der sozial-liberalen Hamm-Brücher vom Koalitionspartner CDU/CSU unabhängiger zu machen und auch eine mögliche Zusammenarbeit mit der SPD anzubahnen. Im ersten Wahlgang erhielt sie 132 und im zweiten Wahlgang 126 Stimmen – jeweils deutlich mehr als die 112 Wahlleute der FDP. Der Parteivorsitzende Klaus Kinkel riet ihr, im dritten Wahlgang nicht mehr anzutreten. Zuvor hatte Bundeskanzler Kohl – laut Hamm-Brücher – Kinkel „furchtbar beschimpft“, sie „endlich aus dem Verkehr zu ziehen“. Die Kandidatin forderte, die FDP-Fraktion über diese Frage abstimmen zu lassen. Nach kurzer Diskussion votierte die Fraktion im Sinne der Parteiführung. Die Mehrheit der FDP-Wahlmänner stimmte im dritten Wahlgang für den CDU-Kandidaten Roman Herzog.
Von den hessischen Grünen wurde Hildegard Hamm-Brücher als Wahlfrau für die 14. Bundesversammlung am 30. Juni 2010 nominiert. Hamm-Brücher hatte zuvor geäußert, dass sie den parteilosen Joachim Gauck wählen würde. Sie gehörte ebenfalls auf Vorschlag der hessischen Grünen der 15. Bundesversammlung am 18. März 2012 an.

### Gesellschaftliches Engagement

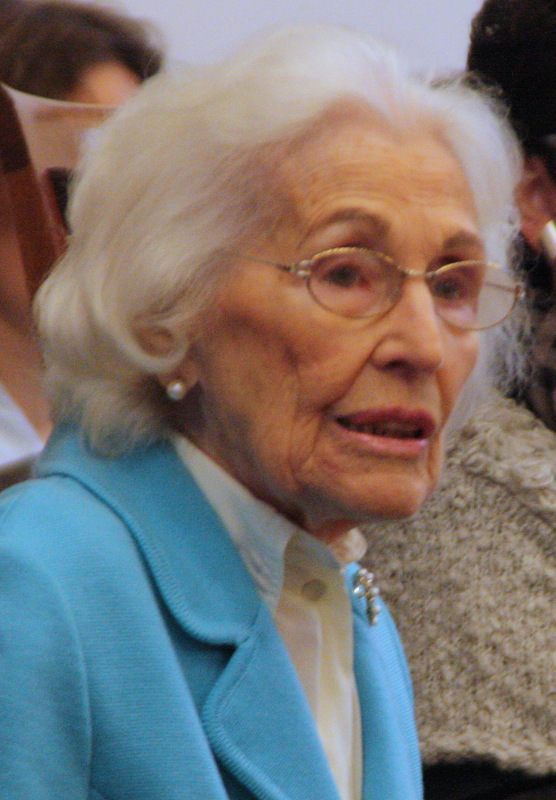
Hamm-Brücher im Münchner Rathaus (Oktober 2010)

Von 1958 bis 1993 war sie Mitglied des Kuratoriums der Friedrich-Naumann-Stiftung. Von 1959 bis 1987 war sie im Auftrag der Stiftung als Mitherausgeberin der Zeitschrift liberal tätig. 1964 wurde auf ihre und die Initiative von Ernst Ludwig Heuss, dem Sohn von Theodor Heuss, die überparteiliche Theodor-Heuss-Stiftung gegründet, deren Gründungsvorsitzende sie war und deren Vorsitz sie lange Jahre innehatte. 1974–1988 war Hildegard Hamm-Brücher Mitglied des Präsidiums des Deutschen Evangelischen Kirchentages. Sie war Mitglied des Kuratoriums am Jüdischen Zentrum München und gehörte dem Vorstand des Fördervereins Demokratisch Handeln e. V. mit Sitz in Jena an. Ferner unterstützte sie den Verein Gesicht Zeigen!. Bei der Menschenrechtsorganisation Human Rights Watch Deutschland zählte sie neben Jutta Limbach, Ian Karan und anderen zu den Ehrenmitgliedern. Sie war Mitglied im PEN-Zentrum Deutschland und seit 1970 Mitglied des Goethe-Instituts.
Seit 2009 wird der Hildegard Hamm-Brücher-Förderpreis für Demokratie lernen und erfahren verliehen. Die ersten Preisträger waren Wolfgang Edelstein und Eva Madelung und das Förderprojekt „Bunte Schule – bunte Stadt“ der Integrierten Gesamtschule „Regine Hildebrandt“ in Magdeburg. Verliehen wird der Preis jeweils im Juni in Jena gemeinsam mit der Lernstatt Demokratie des Fördervereins Demokratisch Handeln, welche einmal im Jahr einen bundesweiten Wettbewerb für in besonderem Maße demokratische Projekte allgemeinbildender Schulen ausschreibt. Auf diese Weise wollte Hildegard Hamm-Brücher das Engagement alter und junger Menschen für Bildung und Demokratie würdigen.
Hamm-Brücher stiftete den „Münchner Bürgerpreis gegen Vergessen – für Demokratie“ zur Erinnerung an die Herrschaft der Nationalsozialisten und zur Stärkung der Demokratie. Der mit insgesamt 5000 Euro dotierte Preis wird in der Regel alle zwei Jahre vergeben, erstmals am 9. Mai 2011 anlässlich ihres 90. Geburtstags.

### Privatleben
Hamm-Brücher war ab 1956 mit dem CSU-Kommunalpolitiker und Juristen Erwin Hamm (1909–2008) verheiratet. Aus der Ehe gingen ein Sohn und eine Tochter hervor. Zudem lebte sie im schweizerischen Klosters, wo sie eine Wohnung hatte.
Hamm-Brücher starb am 7. Dezember 2016 im Alter von 95 Jahren in München. Sie wurde im alten Teil des Münchener Waldfriedhofs beigesetzt (Grab Nr. 88-W-42).

## Ehrungen
- 1966: Wolfgang-Döring-Medaille

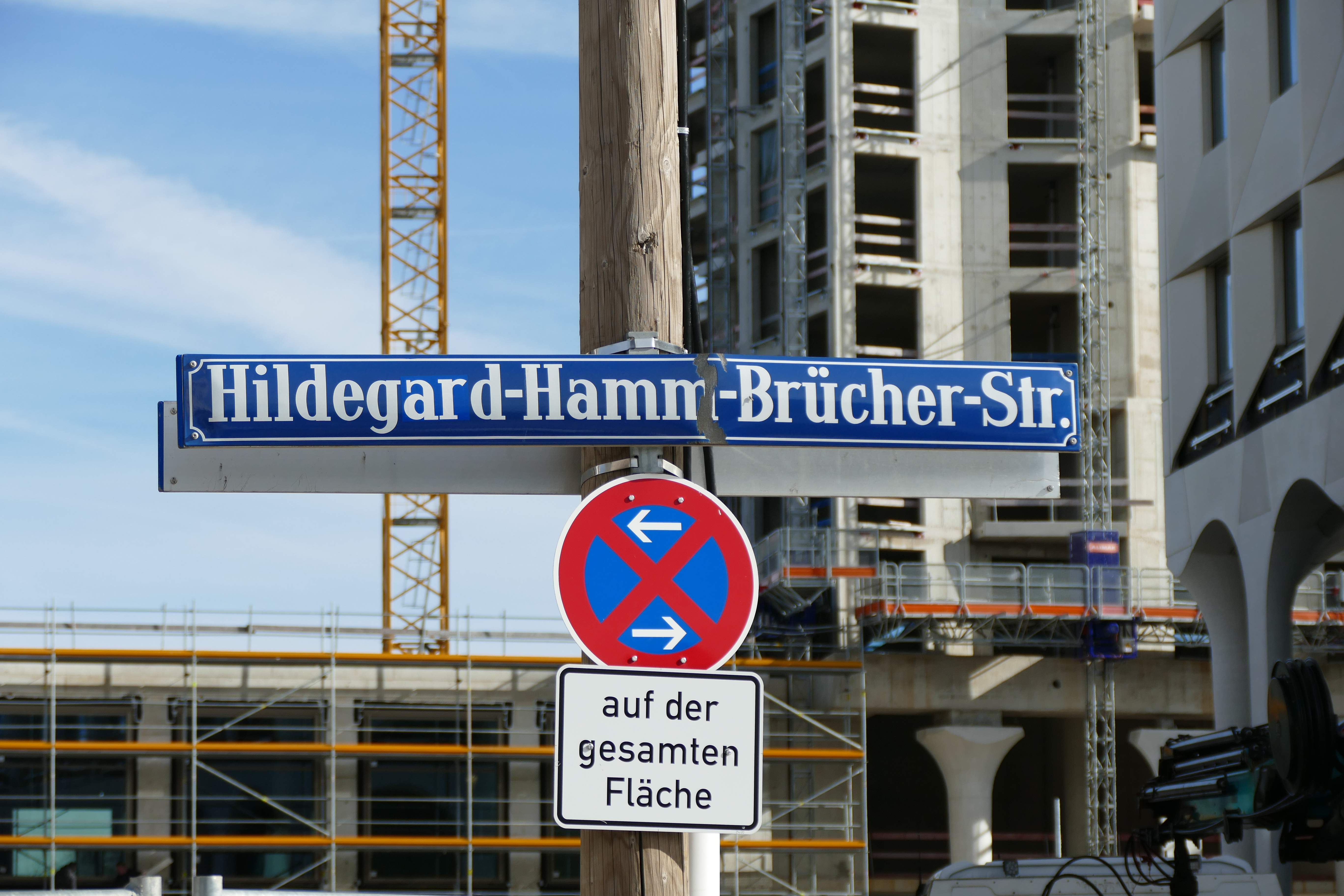
Straßenschild der Hildegard-Hamm-Brücher-Straße im Münchner Stadtteil Freiham

- 1980: Ehrendoktorwürde der Katholischen Universität in Lima
- 1989: Bayerische Verfassungsmedaille
- 1991: Goldene Bürgermedaille der Landeshauptstadt München
- 1992: Buber-Rosenzweig-Medaille
- 1993: Großes Bundesverdienstkreuz mit Stern und Schulterband
- 1995: Ehrenbürgerschaft der Stadt München verliehen – als erste Frau[19]
- 1996: Wilhelm-Hoegner-Preis der bayerischen SPD-Landtagsfraktion
- 2001: Verleihung des Lothar-Kreyssig-Friedenspreis in Magdeburg – für ihre Bemühungen um Verständigung, den Jugendaustausch mit Osteuropa und den Dialog zwischen Christen und Juden
- 2002: Wartburgpreis der Wartburg-Stiftung Eisenach – für „ihre Tätigkeit in der Theodor-Heuss-Stiftung zur Förderung der politischen Kultur, ihren Kampf um den Erneuerungsprozess der Demokratie, ihr Wirken für die Entspannungspolitik und ihren unermüdlichen Einsatz in der Bildungspolitik“[25]
- 2005: Ehrendoktorwürde Friedrich-Schiller-Universität Jena, Fakultät für Sozial- und Verhaltenswissenschaften – für ihre Beiträge zur Reform und Modernisierung von Bildung und Erziehung; ihre Danksagung stand unter dem Thema Haben wir aus den Irrtümern unserer Geschichte gelernt? – Streifzüge und Reflexionen über Demokratiegeschichte und Demokratiebewusstsein
- 2005: Heinz-Galinski-Preis
- 2010: Eugen-Kogon-Preis der Stadt Königstein im Taunus – für „gelebte Demokratie“
- 2011: Marion Dönhoff Preis für internationale Verständigung und Versöhnung – für ihr Lebenswerk
- 2018: Straßenbenennung in München-Freiham[26]

## Veröffentlichungen (Auswahl)
- Bildung ist kein Luxus. Plädoyer gegen die Resignation in der Bildungspolitik. Paul List Verlag, München 1976, DNB 760227667.
- mit Paul Noack und Norbert Schreiber: Die Zukunft unserer Demokratie. dtv, München 1979, ISBN 978-3-42302912-4.
- Erinnerungen an einen christlichen, liberalen und süddeutschen Demokraten. Klaus Scholder zum Gedenken. In: Liberal. Jg. 1987, Heft 2, S. 97–103.
- Der Politiker und sein Gewissen. Eine Streitschrift für mehr parlamentarische Demokratie. Verlag Piper, München 1987, ISBN 978-3-492-10437-1.
- mit Marion Mayer: Der freie Volksvertreter – eine Legende? Erfahrungen mit parlamentarischer Macht und Ohnmacht. Piper Verlag, München 1990, ISBN 978-3-492-11031-0.
- mit Lioba Betten (Hrsg.): Mrs. Lepman. Gebt uns Bücher, Gebt uns Flügel, Roman Kovar Verlag, München 1992, ISBN 978-3-925845-33-8, S. 21 ff.
- Mut zur Politik. Gespräch mit Carola Wedel (= Zeugen des Jahrhunderts). Lamuv Verlag, Göttingen 1993, ISBN 3-88977-325-7.
- Freiheit ist mehr als ein Wort. Eine Lebensbilanz 1921–1996. Verlag Kiepenheuer & Witsch, Köln 1996, ISBN 978-3-462-02530-9.
- mit Wilhelm von Sternburg (Hrsg.): Zerreißt den Mantel der Gleichgültigkeit. Die „Weiße Rose“ und unsere Zeit. Aufbau Verlag, Berlin 1997, ISBN 978-3-7466-8515-1.
- Thomas Dehler in Bayern. In: Haus der Geschichte der Bundesrepublik Deutschland (Hrsg.): Thomas Dehler und seine Politik. Nicolaische Verlagsbuchhandlung, Berlin 1998, ISBN 3-87584-721-0, S. 52–57.
- „Ungehaltene Reden“ mündiger Bürgerinnen und Bürger. Hrsg. v. Hildegard Hamm-Brücher. dtv 36140, München 1999.
- Erinnern für die Zukunft. Ein zeitgeschichtliches Nachlesebuch 1991 bis 2001. dtv, München 2001, ISBN 978-3-423-24254-7.
- mit Hans J. Vogel und Karl Stankiewitz: Nachkriegsjahre: Reportagen von 1945 bis 1959. edition buntehunde, Regensburg 2006, ISBN 978-3-934941-16-8.
- In guter Verfassung? Nachdenken über die Demokratie in Deutschland. Verlag C. H. Beck, München 2006, ISBN 978-3-406-54083-7.
- mit Norbert Schreiber (Hrsg.): Demokratie, das sind wir alle. Zeitzeugen berichten. Verlag Zabert Sandmann, München 2009, ISBN 978-3-89883-231-1.
- 100 Jahre Rose Ausländer, Lichtenwalde – Mein Atem heißt jetzt. In: Deutschlandfunk. (deutschlandfunk.de [abgerufen am 26. März 2018]).